# ミラノ (企業)
株式会社ミラノ（みらの、Milano co.,ltd.）は、かつて東京都港区赤坂に本社を置いていた会社。マンションモデルルームの企画設計や施工、インテリアコーディネートの企画・設営・設計監理、オリジナル家具などの商品開発などを行っていた。

## 社名の由来
会社設立前、社長がイタリアを1ヶ月間視察した際に古代文明の文化の遺跡に深い感銘を受けたことから、世界に伸びる会社を夢に、芸術・デザインの根源地である「ミラノ」を社名につけた。設立時は「インテルナミラノ」という社名であったが、建設業・不動産業への業務拡大に伴い、1986年に現在の「株式会社ミラノ」に社名を変更した。

## 沿革
- 1972年（昭和47年） - 株式会社インテルナミラノを藤沢市鵠沼に設立、宅地建物取引業者免許を取得
- 1975年（昭和50年） - 資本金を250万円から500万円に増資
- 1980年（昭和55年） - 建設業許可業者登録を取得、資本金を500万円から1,000万円に増資
- 1981年（昭和56年） - 横浜営業所を横浜市中区に開設
- 1986年（昭和61年） - 商号を株式会社インテルナミラノから株式会社ミラノへ変更
- 1990年（平成2年） - 配送センターを寒川町に開設
- 1994年（平成6年） - 横浜営業所を目黒区自由が丘に移転
- 1995年（平成7年） - 本店を藤沢市鵠沼から同市湘南台へ移転、インテリアの総合ショールーム「カーラ」を藤沢市に開設、CALLA INTERNATIONAL PTE LTD （商業施設中心の設計施工会社）をシンガポールに開設
- 1998年（平成10年） - 株式会社カーラインターナショナルを設立し、輸出入業務を中心に行う。
- 2001年（平成13年） - 中古高級家具販売店ミラノS.Pマーケットを藤沢市に開設
- 2003年（平成15年） - ミラノ一級建築士事務所登録
- 2007年（平成19年） - 資本金1,000万円から2,000万円に増資
- 2012年（平成24年） - 本社を東京都港区赤阪へ移転
- 2013年（平成25年） - 配送センターを江東区木場へ移転

## 事業内容
- モデルルームの企画設計・施工
- モデルルームのコーディネート企画
- モデルルームの設計監理
- 商品開発の総合デザイン業務
- 建築設計・施工・内装仕上工事
- インテリア商品建材の輸出入
- 不動産の仲介・斡旋業務